# Richard Schorr
| Odkryte planetoidy: 2 | Odkryte planetoidy: 2 |
| --------------------- | --------------------- |
| (869) Mellena         | 9 maja 1917           |
| (1240) Centenaria     | 5 lutego 1932         |

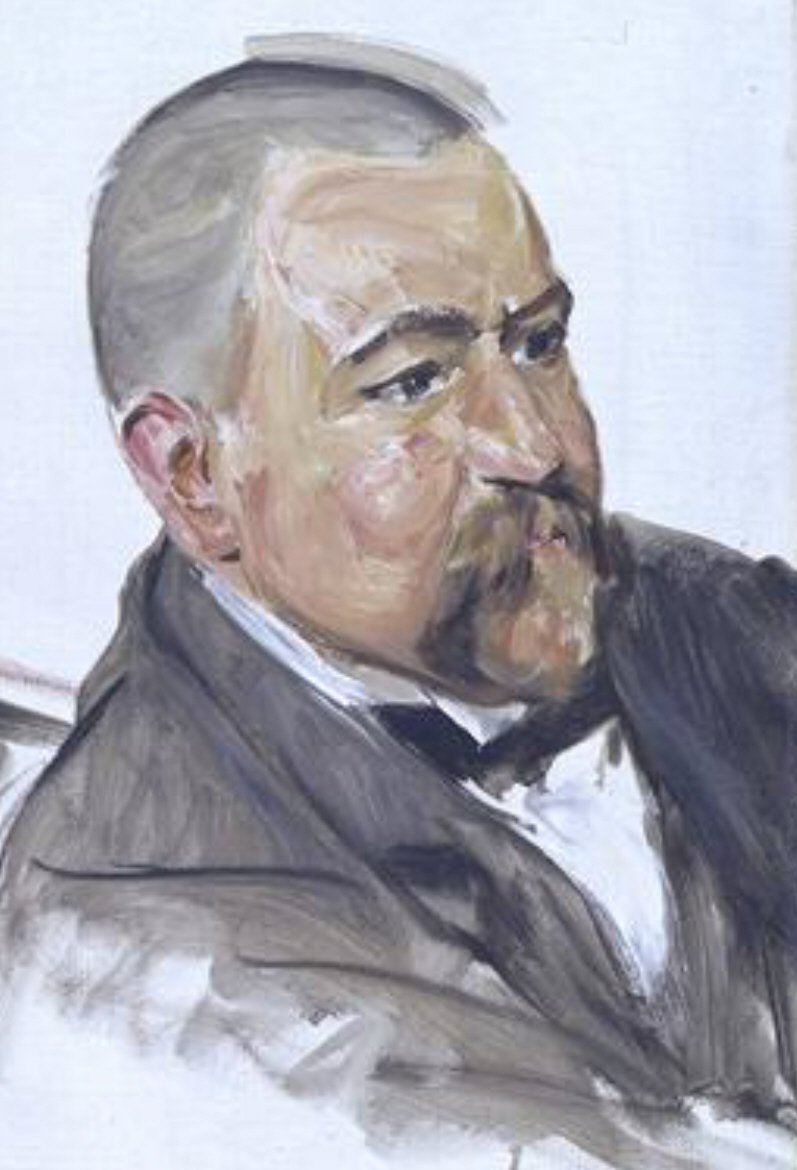
Richard Schorr

Richard Reinhard Emil Schorr (ur. 20 sierpnia 1867 w Kassel, zm. 21 września 1951 w Badgastein) – niemiecki astronom.

## Życiorys
Studiował w Berlinie i Monachium. W latach 1889–1891 pracował jako asystent w czasopiśmie „Astronomische Nachrichten”, wydawanym w Kilonii. W 1902 został dyrektorem Obserwatorium w Hamburgu. Odkrył dwie planetoidy oraz kometę D/1918 W1 (Schorr).

## Upamiętnienie
Jego imieniem nazwano krater Schorr na Księżycu oraz asteroidę (1235) Schorria. Imieniem jego żony Amandy Schorr nazwano planetoidę (725) Amanda.